# 1010
| Calendário gregoriano                                                        | 1010 MX                                              |
| Ab urbe condita                                                              | 1763                                                 |
| Calendário arménio                                                           | 459 – 460                                            |
| Calendário bahá'í                                                            | -834 – -833                                          |
| Calendário budista                                                           | 1554                                                 |
| Calendário chinês                                                            | 3706 – 3707 Início a 19 de janeiro (aproximadamente) |
| Calendário copta                                                             | 726 – 727                                            |
| Calendário etíope                                                            | 1002 – 1003                                          |
| Calendários hindus - Vikram Samvat - Calendário nacional indiano - Cáli Iuga | 1065 – 1066 931 – 932 4110 – 4111                    |
| Calendário Holoceno                                                          | 11010                                                |
| Calendário islâmico                                                          | 400 – 401                                            |
| Calendário judaico                                                           | 4770 – 4771                                          |
| Calendário persa                                                             | 388 – 389                                            |
| Calendário rúnico                                                            | 1260                                                 |
| Calendário solar tailandês                                                   | 1553                                                 |

1010 (MX na numeração romana) foi um ano comum do século XI do Calendário Juliano, da Era de Cristo, a sua letra dominical foi A (52 semanas), teve início a um domingo e terminou também a um domingo.
No território que viria a ser o reino de Portugal estava em vigor a Era de César que já contava 1048 anos.
| Ano completo                    |
| ------------------------------- |
| Ano comum com início ao domingo |

## Eventos
- O rei Sancho III de Navarra casa-se com Mayor de Castela.
- Destruição da Igreja do Santo Sepulcro, em Jerusalém, pelos drusos.

## Nascimentos
- D. Egas Hermigues fundador com a sua esposa do Mosteiro dos Cónegos Regrantes de Santo Agostinho.
- Roberto I da Normandia m. 1035), Duque de Normandia.
- Gomes Echigues, foi governador com a denominação de “imperator” da comarca de Entre-Douro-e-Minho, m. 1065.

## Mortes
- Ermengol I de Urgell, conde de Urgel. (n. 975.)